# Tomás Rincón
Tomás Eduardo Rincón Hernández (ur. 13 stycznia 1988 w San Cristóbal) – wenezuelski piłkarz grający na pozycji defensywnego pomocnika.

## Kariera klubowa
Rincón jest wychowankiem klubu UA Maracaibo. W latach 2003–2006 występował tam w drużynach juniorskich. Następnie przeszedł do Zamory FC i w jej barwach zadebiutował w wenezuelskiej Primera División. Z czasem stał się podstawowym zawodnikiem Zamory, a latem 2008 roku opuścił ten klub i odszedł do Deportivo Táchira. W tym zespole z rodzinnego San Cristóbal grał do końca 2008 roku.
Na początku 2009 roku Rincón został zawodnikiem niemieckiego Hamburger SV, z którym podpisał roczny kontrakt. W pierwszym zespole po raz pierwszy wystąpił 4 marca 2009 w meczu Pucharu Niemiec z SV Wehen Wiesbaden. Z kolei pierwsze spotkanie w Bundeslidze rozegrał 4 kwietnia 2009 z TSG 1899 Hoffenheim (1:0). Był to zarazem jego jedyny mecz ligowy w sezonie 2008/2009.
Latem 2014 Rincón przeszedł na zasadzie wolnego transferu do Genoi.
| Sezon   | Klub              | Kraj      | Rozgrywki        | Mecze | Bramki |
| ------- | ----------------- | --------- | ---------------- | ----- | ------ |
| 2006/07 | UA Maracaibo      | Wenezuela | Primera División | ?     | ?      |
| 2007/08 | Zamora FC         | Wenezuela | Primera División | 31    | 1      |
| 2008/09 | Deportivo Táchira | Wenezuela | Primera División | 19    | 0      |
| 2008/09 | Hamburger SV      | Niemcy    | Bundesliga       | 1     | 0      |
| 2009/10 | Hamburger SV      | Niemcy    | Bundesliga       | 17    | 0      |
| 2010/11 | Hamburger SV      | Niemcy    | Bundesliga       | 19    | 0      |
| 2011/12 | Hamburger SV      | Niemcy    | Bundesliga       | 27    | 0      |
| 2012/13 | Hamburger SV      | Niemcy    | Bundesliga       | 20    | 0      |
| 2013/14 | Hamburger SV      | Niemcy    | Bundesliga       | 22    | 0      |
| 2014/15 | Genoa CFC         | Włochy    | Serie A          | 29    | 0      |
| 2015/16 | Genoa CFC         | Włochy    | Serie A          | 33    | 3      |
| 2016/17 | Genoa CFC         | Włochy    | Serie A          | 16    | 0      |
| 2016/17 | Juventus F.C.     | Włochy    | Serie A          | 13    | 0      |
| 2017/18 | Torino FC         | Włochy    | Serie A          |       |        |

## Kariera reprezentacyjna
W latach 2006–2007 Rincón wystąpił w 6 meczach reprezentacji Wenezueli U-20. W 2007 roku zagrał z nią w Mistrzostwach Ameryki Południowej. W dorosłej reprezentacji Wenezueli zadebiutował w 2008 roku w eliminacjach do Mistrzostw Świata w RPA.